# Трясогузковые певуны
Трясогузковые певуны (лат. Teretistris fornsi) — род птиц монотипического семейства Teretistridae. Насчитывает 2 вида. Оба вида являются эндемиками Кубы — желтоголовый трясогузковый певун распространён на западе страны, восточный трясогузковый певун — на востоке.
Ранее род относили к семейству лесных певунов (Parulidae). Анализ митохондриальной ДНК в 2002 году показал, что род не принадлежит к этому семейству, а согласно исследованию, опубликованному в 2013 году, ближайшим родственником рода является крапивниковый дрозд (Zeledonia). Хотя авторы исследования рекомендовали выделить Teretistris и Zeledonia в отдельные монотипические семейства, в 3-м издании «Полного перечня птиц мира Говарда и Мура» оба рода отнесены к семейству Zeledoniidae. В 2017 году род Teretistris всё же был выделен в семейство Teretistridae.